# Metrojet-vlucht 9268
Metrojet-vlucht 9268 (KGL9268 / 7K9268) was een passagiersvlucht met een Airbus A321 van Sharm-el-Sheikh naar Sint-Petersburg, uitgevoerd door de Russische vliegtuigmaatschappij Kogalymavia/Metrojet. Het vliegtuig stortte op 31 oktober 2015 neer in de Sinaïwoestijn.   Het toestel is op grote hoogte gedesintegreerd.
Tijdens de vlucht waren 217 passagiers – vooral toeristen – en zeven bemanningsleden aan boord. Alle 224 inzittenden (onder wie 25 kinderen) kwamen bij de ramp om het leven. De zwarte dozen met de vluchtgegevens (flightdatarecorder) en de gesprekken in de cockpit (cockpitvoicerecorder) zijn gevonden op de rampplek.
De ramp is de dodelijkste tot nu toe in de geschiedenis van de Russische luchtvaart.

## Oorzaak
Aanhangers van een Egyptische sectie van terreurbeweging IS beweerden op hun site dat zij het toestel hebben neergehaald. Zowel de Egyptische autoriteiten, die het hielden op een technisch mankement, als de Russische minister van Transport Maxim Sokolov spraken de bewering van IS tegen. Ook de authenticiteit van de bewering is niet bevestigd. Het Pentagon heeft op het moment van de crash een lichtflits boven de Sinaïwoestijn waargenomen, maar geen warmtespoor van een luchtdoelraket. In het algemeen wordt uitgegaan van een bom, althans een explosie in het vliegtuig.

## Inzittenden
| Afkomst     | Aantal |
| ----------- | ------ |
| Rusland     | 219    |
| Oekraïne    | 4      |
| Wit-Rusland | 1      |

## Onderzoek
Britse inlichtingendiensten hebben voor het begin van de vlucht in de Sinaï verdachte gesprekken tussen moslimextremisten onderschept. Op grond van deze informatie wordt vermoed dat iemand kort voor vertrek van de vlucht een bom in de laadruimte van het vliegtuig heeft geplaatst.
Op 8 november bracht een anoniem lid van het Egyptische onderzoekteam naar buiten dat het "90% zeker" is dat een bom de oorzaak van de crash is geweest. Op de cockpitvoicerecorder zou duidelijk een knal te horen zijn. De Egyptische onderzoekscommissie naar luchtvaartrampen (EAAIC) heeft echter verklaard dat deze anonieme bron niet is gelieerd aan het EAAIC.
Op 16 november maakte de Russische geheime dienst FSB bekend dat er sporen van explosieven in het wrak zijn aangetroffen. Volgens Rusland staat hiermee nu vast dat het om een terroristische aanslag ging. Volgens de onderzoekers werd de crash veroorzaakt door een bom die voor het opstijgen in het bagageruim werd geplaatst.
Poetin loofde een beloning van 50 miljoen dollar uit voor degene die met de tip zou komen waarmee de daders konden worden opgespoord.

## Rechtstreekse gevolgen
De luchtvaartmaatschappijen Lufthansa, Air France-KLM, Emirates en alle Britse luchtvaartmaatschappijen schortten al hun vluchten over de Sinaï op totdat er meer duidelijkheid was over de oorzaak van de ramp. Op 2 november is het luchtruim boven de Sinaï weer vrijgegeven.
Op de woensdag na de ramp besloot de Britse regering om alle vluchten terug naar het VK vanaf Sharm-el-Sheikh uit te stellen. Slechts enkele van de geplande vluchten vertrokken twee dagen later. Ca. 20.000 Britse toeristen bleven als gevolg hiervan op de Egyptische badplaats vastzitten.

President Poetin besloot op 6 november dat er geen Russische passagiersvliegtuigen meer op Egypte mochten vliegen totdat er meer duidelijkheid was over de oorzaak van de crash. Rusland stuurde daarop op 7 en 8 november bijna honderd lege vliegtuigen om de ca. 80.000 in Egypte gestrande Russische toeristen op te halen. Het ging hier om speciale vluchten, geen gewone lijnvluchten. 

vluchtroute van KGL9268
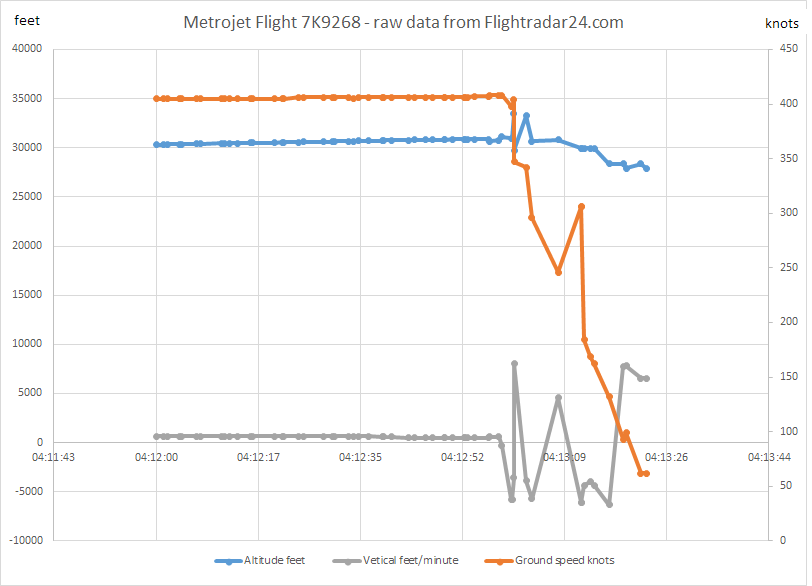
vluchtgegevens van flightradar24.com

TransAsia Airways-vlucht 235 (4 februari) · Delta Air Lines-vlucht 1086 (5 maart) · Helikopterbotsing bij Villa Castelli (9 maart) · Germanwings-vlucht 9525 (24 maart) · Air Canada-vlucht 624 (29 maart) · Asiana Airlines-vlucht 162 (14 april) · Turkish Airlines-vlucht 1878 (25 april) · Vliegtuigcrash in Sevilla (9 mei) · Kogalymavia-vlucht 9268 (31 oktober)